# やるやる詐欺
やるやる詐欺（やるやるさぎ）とは、物事を行うと主張していたのに実際は行わなかったということを、詐欺行為に例えて揶揄する言葉。または、双葉屋ほいる（なまはげP）氏が作成したボーカロイド楽曲「やるやる詐欺」のことである。
例えば政治家が選挙のときにマニフェストでは行うと公言していたものの、実際に当選したらまったく行わなかった事などがやるやる詐欺と呼ばれている。
この言葉は著名人によって使用されたり、マスメディアによって報道されている事がある。2009年2月4日の衆議院予算委員会で民主党の前原誠司は麻生太郎をやるやる詐欺の常習犯であると批判した。自民党の麻生太郎は2012年10月16日に東京都内で行われたパーティーで、民主党と日本維新の会はやるやる詐欺であると批判した。2012年12月8日に行った街頭演説で、民主党はやるやる詐欺であると批判した。経済産業省のある官僚は食品などの軽減税率の議論において、やるやる詐欺が一番いいと意見を述べた。